# فورد ماستنگ (نسل اول)

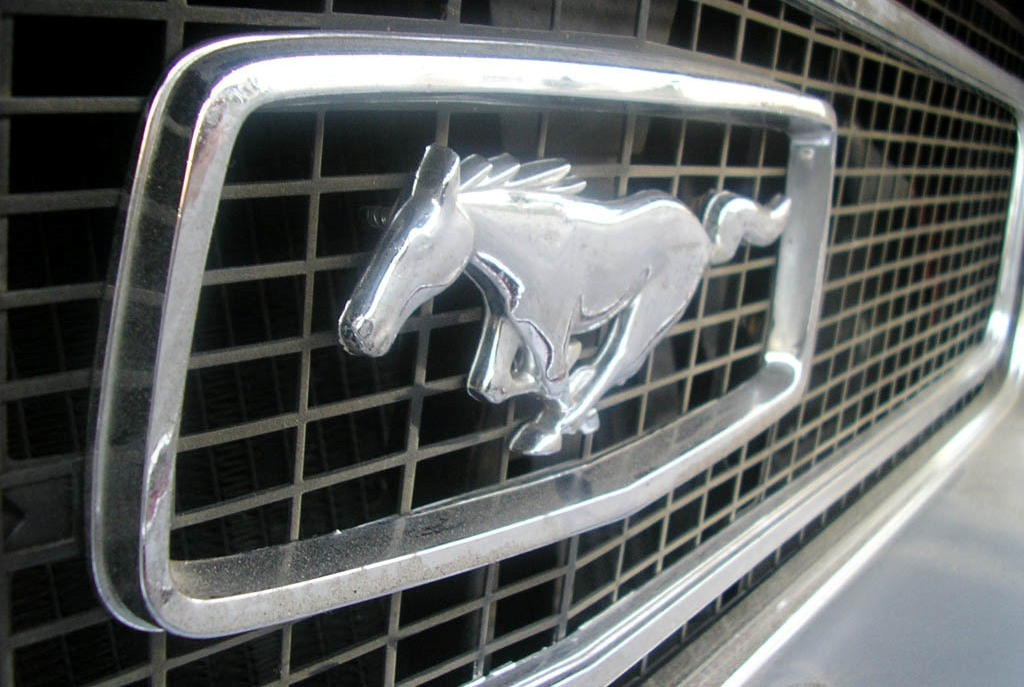

فورد ماستنگ (نسل اول) (Ford Mustang (first generation)) خودرویی است که در سال‌های ۱۹۶۴ تا ۱۹۷۳در سان خوزه (کالیفرنیا) و ونزوئلا تولید شده‌است.
این خودرو در کلاس خودرو اسپورت قرار گرفته، طراحی آن خودروهای موتور جلو-محور عقب بوده است. 